# Mission d'assistance de l'Union européenne pour une gestion intégrée des frontières en Libye
Lancée en mai 2013, EUBAM Libya est une opération civile de l'Union européenne, dans le cadre de la politique de sécurité et de défense commune.

## Objectifs
La mission d'assistance en Libye répond à deux objectifs. Le premier, à court terme, consiste à soutenir les autorités libyennes dans l'amélioration de la sécurité aux frontières, qu'elles soient terrestres, maritimes ou aériennes. Le second objectif, davantage sur le long terme, vise à élaborer une stratégie de gestion des frontières. 
N'ayant pas de mandat de force, les activités de cette mission civile sont principalement de l'ordre de la formation, du conseil et du monitoring. 

## Sources

## Compléments